# UFJグループ
UFJグループ（ユーエフジェイグループ）は、かつて存在した旧三和銀行（融資系列であるみどり会構成企業）と旧東海銀行をメインバンクとした企業からなる企業グループである。但し、融資系列としての活動は活発ではなく、みずほグループ同様に金融持株会社の旧UFJホールディングスを核とする金融事業関連会社を指す場合が多かった。

## 概説
多額の不良債権を抱えていた旧UFJホールディングスが、2005年10月1日付で旧三菱東京フィナンシャル・グループ（MTFG）へ吸収合併される形で、三菱UFJフィナンシャル・グループ（MUFG）が発足した。これにより、旧UFJグループに属していた企業は、事実上三菱グループに吸収されることとなった。

## 主要グループ会社
（＊の付くものはかなり親密）
- UFJ銀行（現・三菱UFJ銀行）＊
- UFJ信託銀行（現・三菱UFJ信託銀行）＊
- UFJつばさ証券（現･三菱UFJ証券ホールディングス）＊
- UFJニコス（旧・日本信販、現・三菱UFJニコス）＊
- ユーフィット（現：TIS）＊
- オリックス
- ニチメン（現・双日）＊
- イマジニア
- 宇部興産（現・UBE）＊
  - UBE三菱セメント
- 大阪ソーダ＊
- バンダイナムコホールディングス
  - バンダイ
  - BANDAI SPIRITS
  - バンダイナムコエンターテインメント
  - バンダイナムコアーツ
  - バンダイナムコアミューズメント
- サントリー
- 前田道路
- スズキ＊
- 桃屋＊
- 東洋建設＊
- 大和ハウス工業＊
- 岩谷産業＊
- ダイエー＊
- 大京＊
- 名村造船所＊
- コスモエネルギーホールディングス＊
  - コスモ石油＊
- 日本生命保険＊
- 日本興亜損害保険（現・損害保険ジャパン）＊
- 雄洋海運＊
- 京セラ＊
- 髙島屋＊
- J.フロント リテイリング
  - 大丸松坂屋百貨店
    - 大丸
- ぺんてる
- エイベックス
- 錢高組
- 東洋建設
- 伊藤ハム
- ユニチカ＊
- 田辺三菱製薬（旧・田辺製薬。現在は三菱色強し）
- 藤沢薬品工業（現・アステラス製薬）
- 住友大阪セメント（住友グループの一員でもある）
- 中山製鋼所
- 産経新聞社
- 関西テレビ放送
- NTN
- 岩崎通信機＊
- シャープ
- 日東電工
- HOYA
- 日本通運
- 商船三井（前身企業の旧ナビックスラインが三和グループ）

### 旧東海銀行系
- ユニー＊
- 長島観光開発
- 中部日本放送
- 東海テレビ放送＊
- 名古屋鉄道＊
- 中部電力＊
- 東邦ガス＊
- ミサワホーム＊
- 中日新聞社
- J.フロント リテイリング
  - 大丸松坂屋百貨店
    - 松坂屋

### トヨタグループ
- トヨタ自動車
- 豊田自動織機
- さつき会（東海系）
  - トーメン（現・豊田通商）
  - あいおい損害保険（現・あいおいニッセイ同和損害保険）
  - 千代田生命保険
- トヨタファイナンシャルサービス＊
- 豊田通商
- ダイハツ工業（三和系）＊

### 阪急阪神東宝グループ
- 阪急阪神ホールディングス＊
- 阪急電鉄＊
- 阪神電気鉄道＊
- 阪急百貨店（現・阪急阪神百貨店）＊
- 東宝＊

### 旧日産コンツェルン系・春光グループ
- 日立製作所＊
- 日立金属（現・プロテリアル）＊
- 日立化成（現・レゾナック）＊
- 日立電線（現・プロテリアル）＊
- 日立造船（現・カナデビア）＊
- 新明和工業＊
- りんかい日産建設＊
- 日本水産（現・ニッスイ）＊
- ニチレイ＊
- NSファーファ・ジャパン

### 旧日窒コンツェルン系
- チッソ＊
- JNC＊
- 積水化学工業＊
- 積水化成品工業＊
- 積水樹脂＊
- 積水ハウス＊
- 旭化成＊
- 信越化学工業＊

### 旧鈴木商店系
- 双日（旧・日商→日商岩井）＊
- 神戸製鋼所＊
- 帝人＊
- 石川島播磨重工業（現・IHI）＊

### 旧岩井商店系
- 双日（旧・岩井産業→日商岩井）＊
  - メタルワン
- 徳山曹達（現・トクヤマ）＊
- 日新製鋼→日鉄日新製鋼（現・日本製鉄）＊
- 関西ペイント＊
- ダイセル＊
- 富士フイルムホールディングス
  - 富士フイルム

## 三水会
三和グループの結束を強めるための経営者（社長級）交流会が、下記22社をメンバーとして1967年2月23日に発足した。名称は毎月第三週の水曜日に会合を開くことに由来する。以降、この三水会の下部組織としてクローバー会（副社長、専務級の交流会、加盟会社数44社）、みどり会（加盟会社数147社）が発足した。後にみどり会は株式会社化し現在に至る。
- 三和銀行（現・三菱UFJ銀行）
- 宇部興産（現・ UBE）
- 帝人
- 日立造船 （現・カナデビア）
- 日本生命保険
- 日立製作所
- 東洋信託銀行（現・三菱UFJ信託銀行）
- 日商（現・双日）
- 丸善石油（現・コスモ石油）
- 神戸製鋼所
- 日本レイヨン（現・ユニチカ）
- 徳山曹達（現・トクヤマ）
- 大阪セメント（現・住友大阪セメント）
- 大林組
- 中山製鋼所
- ダイハツ工業
- 東洋ゴム工業（現・TOYO TIRE）
- 関西ペイント
- 日本通運
- 京阪神急行（現・阪急電鉄）
- 山下新日本汽船（現・商船三井）
- 髙島屋